# Nyírbogát
Nyírbogát é uma vila da Hungria, situada no condado de Szabolcs-Szatmár-Bereg. Tem 55,36 km² de área e sua população em 2019 foi estimada em 3.105 habitantes.